# El siete machos
El siete machos és una pel·lícula de comèdia i Western mexicana de 1951 dirigida per Miguel M. Delgado i protagonitzada per Cantinflas, Alma Rosa Aguirre i Delia Magaña. Aquesta és la primera i única producció en la qual Cantinflas alterna i actua juntament amb Alma Rosa Aguirre, qui fos part de l'elenc d'actors i actrius de l'Època d'Or del Cinema Mexicà, al costat de la seva germana Elsa Aguirre en la posterior pel·lícula, Ama a tu prójimo (1958). Està doblada al català.

## Argument
Per seduir a Rosario, Margarito es fa passar per el famós proscrit "Siete Machos", anomenat així perquè "té el coratge de set mascles".

## Repartiment
- Cantinflas com Margarito / El Siete Machos.
- Alma Rosa Aguirre com Rosario «La Niña Chayo»
- Delia Magaña com Soledad «Chole»
- Miguel Ángel Ferriz com Don Carmelo
- Miguel Inclán com Toño
- Carlos Martínez Baena com pare Guzmán
- José Elías Moreno com El Chacal
- Antonio R. Frausto com cap municipal
- Enriqueta Reza com Yerbera
- Ernesto Finance com membre de la banda del Siete Machos
- Carlos Múzquiz com Manuel
- Ángel Infante com Don Guadalupe